# Černobyl na kolečkách
Černobyl na kolečkách je český dokumentární film režisérky Evy Toulové z roku 2022 navazující na úspěch předešlého filmu Camino na kolečkách. Snímek, který produkoval Petr Hirsch, si klade za cíl ukázat, že život na vozíku nekončí a přiblížit problematiku roztroušené sklerózy. Natáčení probíhalo na území Černobylské zóny. 

## Děj filmu
Camino se rozhodlo opět oprášit svá kolečka, tentokrát s cílem dobýt Černobyl. Po úspěšné výpravě na invalidním vozíku do Santiaga de Compostela se vozíčkář Honza (Jan Dušek) s roztroušenou sklerózou rozhodl se svým týmem vydat na jedno z nejrozporuplnějších míst světa, aby podnikl cestu do hlubin své duše a poskytl svědectví o nemoci, kterou bere už jako svoji družku. Dokument, jehož posláním je ukázat, že vozíkem život nekončí, sleduje čtrnáctičlennou expedici Černobylem, Kyjevem a Karpatami s cílem pokořit nejvyšší horu Ukrajiny Hoverlu.

## Ocenění
- Brno Film Festival – Grand Prix: Best Feature Documentary / Nejlepší dokumentární film 2022